# Laterizace
Laterizace je jeden z mnoha půdotvorných procesů, při kterém dochází k hydrolýze a oxidaci matečné horniny a jílových minerálů. Vzniká při tom kyselina křemičitá H2SiO3 a vodnaté oxidy železa a hliníku. Kyselina křemičitá je vyplavována z půdy a namístě zůstávají pouze oxidy a hydráty hliníku a železa. Následně v suchém a teplém období dochází ke krystalizaci oxidů železa. To způsobuje oranžové až skořicové zabarvení půd. Tomuto poslednímu procesu se říká rubifikace. K laterizaci dochází zejména v tropických půdách, kde se střídají období sucha a dešťů.